# 京阪レジャーサービス
京阪レジャーサービス株式会社（けいはんレジャーサービス）は、大阪府枚方市にある「ひらかたパーク（通称:ひらパー）」の運営を行う京阪グループの企業。京阪電気鉄道の完全子会社であり、京阪ホールディングスの連結子会社である。

## 沿革
- 2000年（平成12年）
  - 4月3日 - 会社設立。
  - 4月14日 - 京阪電気鉄道より枚方パーク・浜大津アーカス・京阪くずは体育文化センターなどの業務受託を開始。
  - 9月22日 - 「ひらかたパーク」がISO14001認証取得。
- 2001年（平成13年）4月1日 - (株)ガーデンミュージアム比叡より、同施設の業務受託を開始。
- 2002年（平成14年）
  - 7月31日 - 京阪くずは体育文化センターの業務受託終了。
  - 8月31日 - ガーデンミュージアム比叡の業務受託終了。
  - 10月31日 京阪びわ湖大橋テニスクラブの業務受託終了。
- 2003年（平成15年）
  - 4月1日 - TSUTAYA浜大津アーカス店の業務受託終了。
  - 7月31日 - 浜大津アーカスの業務受託終了。
  - 11月1日 - 京阪スポーツセンター郡津の業務受託終了。
- 2023年（令和5年）4月より座席指定サービス「プレミアムカー」の専属アテンダント業務を受託開始